# Lonlay-l’Abbaye
Lonlay-l’Abbaye település Franciaországban, Orne megyében. Lakosainak száma 1118 fő (2022. január 1.). Lonlay-l’Abbaye Ger, Saint-Georges-de-Rouelley, Saint-Bômer-les-Forges, Tinchebray-Bocage és Domfront en Poiraie községekkel határos.

## Népesség
A település népességének változása:
| Lakosok száma | 1144 | 1142 | 1170 | 1128 | 1121 | 1118 | 1117 | 1116 | 1118 |
|               | 2013 | 2015 | 2016 | 2017 | 2018 | 2019 | 2020 | 2021 | 2022 |